# Casa de la Cultura Ecuatoriana
La Casa de la Cultura Ecuatoriana Benjamín Carrión (abreviado CCE), es una institución autónoma de gestión cultural en la República del Ecuador. Funciona desde el año 1944 y tiene su sede principal en la ciudad de Quito. Cuenta además con sedes en casi todas las provincias del país. Tiene por objeto coadyuvar al desarrollo de los derechos culturales y principios programáticos, enmarcados en la política pública cultural del Estado ecuatoriano (Art.3, Ley Orgánica de la Casa de la Cultura Ecuatoriana).

## Historia
El propósito de crear una institución de este estilo nace de la mente del político y periodista lojano Benjamín Carrión, quien veía en la cultura una fuerza superior que podría levantar la moral del país después de la derrota militar en la guerra peruano-ecuatoriana de 1941, en la que el país perdió casi la mitad de su territorio y su acceso al río Amazonas. Carrión citaba el ejemplo de naciones pequeñas como Grecia e Israel, capaces no obstante, de figurar entre las más civilizadas y cultas de la historia universal, en sus propias palabras:

«Si no podemos ser una potencia militar y económica, podemos ser, en cambio, una potencia cultural nutrida de nuestras más ricas tradiciones.»

El 11 de noviembre de 1943, el presidente Carlos Arroyo del Río fundó el Instituto Cultural Ecuatoriano, dotándolo de amplios fondos, que se transformó en la actual Casa de la Cultura Ecuatoriana mediante decreto ejecutivo emitido el 9 de agosto de 1944, durante la presidencia de José María Velasco Ibarra. El documento, numerado como 707, describe el propósito de esta institución como: «(...) dirigir la cultura con espíritu esencialmente nacional, en todos los aspectos posibles a fin de crear y robustecer el pensamiento científico, económico, jurídico y la sensibilidad artística de la colectividad ecuatoriana.»
El primer presidente de la misma fue el propio Benjamín Carrión, mentalizador de la obra y en cuyo honor sería nombrada la institución posteriormente.

## Funciones
Según la ley orgánica de la CCE indica algunos de sus finalidades:
- Orientar el desarrollo de la cultura nacional y universal, estimular su conocimiento y difundir los valores de la cultura ecuatoriana en el ámbito nacional e internacional;
- Integrar a las diversas culturas del país, en condiciones de igualdad, mediante programas e iniciativas culturales, para consolidar y fortalecer la identidad de la nación ecuatoriana;
- Fortalecer, ampliar e impulsar el pensamiento, el arte y la investigación científica, a fin de promover y difundir la riqueza y diversidad cultural del país;
- Rescatar y precautelar la identidad cultural ecuatoriana, preservando sus valores;
- Participar en la supervisión de la publicidad y programas a través de los medios de comunicación, así como en espectáculos artísticos, en coordinación con las autoridades e instituciones culturales y educativas del país;
- Defender y conformar el patrimonio histórico y cultural del Ecuador;
- Promover eventos, dentro de su ámbito, que difundan la actividad cultural;
- Organizar centros especializados de educación cultural, científica y artística;
- Conformar corporaciones y fundaciones para el desarrollo de la cultura;
- Promover la creación de núcleos y extensiones culturales en el país, y aprobar y cooperar con los instituidos por ecuatorianos residentes en el extranjero;
- Auspiciar la formación y especialización académica de quienes se destacaren en el cultivo de las ciencias, las artes y la cultura en general; y,
- Las demás asignadas por la ley.

## Presidentes
| Presidente de la Casa de la Cultura Ecuatoriana | Período             |
| ----------------------------------------------- | ------------------- |
| Benjamín Carrión                                | 1944-1948           |
| Pio Jaramillo Alvarado                          | 1948-1957           |
| Julio Endara                                    | 1957-1961           |
| Benjamín Carrión                                | 1961-1962 1966-1967 |
| Luis Verdesoto Salgado                          | 1968-1970           |
| Oswaldo Guayasamín                              | 1972                |
| Galo René Pérez                                 | 1974-1979           |
| Edmundo Ribadeneira                             | 1979-1988           |
| Milton Barragán Dumet                           | 1988-1992           |
| Camilo Restrepo Guzmán                          | 1992-1996           |
| Stalin Alvear                                   | 1996-2000           |
| Raúl Pérez Torres                               | 2000-2004           |
| Marco Antonio Rodríguez                         | 2004-2012           |
| Raúl Pérez Torres                               | 2012-2016           |
| Camilo Restrepo Guzmán                          | 2017-2021           |
| Fernando Cerón Córdova                          | 2021-2025           |

## Sedes
La Casa de la Cultura Ecuatoriana tiene su sede principal en la ciudad de Quito, que es conocida como Matriz y es la que genera la mayoría de eventos y concentra la mayor cantidad de museos y salas de cultura. Además está representada en las provincias de Azuay, Bolívar, Cañar, Carchi, Chimborazo, Cotopaxi, El Oro, Esmeraldas, Galápagos, Guayas, Imbabura, Loja, Los Ríos, Manabí, Morona Santiago, Napo, Orellana, Pastaza, Santa Elena, Santo Domingo de los Tsáchilas, Sucumbíos, Tungurahua y Zamora Chinchipe por medio de núcleos que fueron creados en épocas diferentes y por distintas personalidades. Asimismo, las actividades y tamaños difieren entre las provincias.

### Principal Quito
Para las funciones que fue creada, la CCE debía surtirse de una serie de edificios a lo largo y ancho del país, pero sobre todo en su sede principal en la ciudad de Quito, donde funcionarían los principales museos, galerías, teatros y oficinas.

#### Palacio Benjamín Carrión

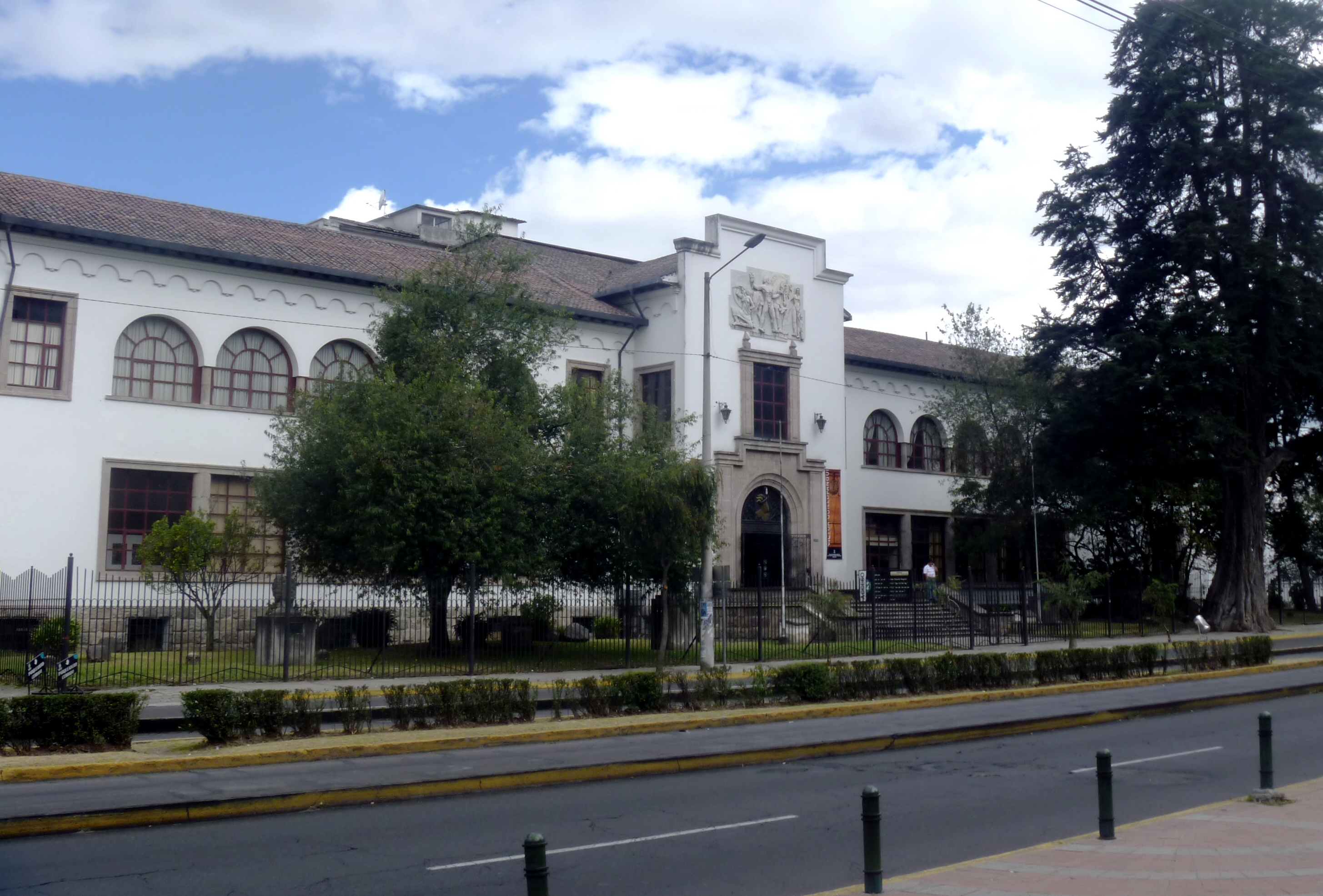
Palacio Benjamín Carrión, edificio administrativo y artístico del complejo de la CCE, Quito.

Se ubica en los predios donados por el municipio de Quito a la institución, frente al histórico parque El Ejido, en el centro de la ciudad. Comenzó su construcción en 1946 basado en los planos de Alfonso Calderón Moreno, quien lo concibió como una estructura de estilo clásico.
Dentro de su estructura funcionan oficinas administrativas como la Presidencia, Secretaría General, Financiero, Recursos Humanos, Publicaciones, Planificación; además de espacios destinados a la difusión de la cultura como la Cinemateca Nacional, las salas Jorge Icaza, Benjamín Carrión, y salas de Exposiciones Miguel de Santiago, Eduardo Kingman, Oswaldo Guayasamín, y Víctor Mideros.

#### Edificio de los Espejos
También conocido como "el Circular", concebido en planos en febrero de 1953 por el arquitecto quiteño René Denis Zaldumbide, previo un informe suscrito por una comisión de ingenieros y arquitectos integrada por el ingeniero Jorge Casares Levoyer, y los arquitectos Sixto Durán Ballén y Gilberto Gatto Sobral, se constituiría con el tiempo en el edificio ícono de la institución.
La construcción del edificio no solo respondía a las necesidades propias de la institución para albergar sus salas de exposicíón, sino que fue concebido además con miras a la X Conferencia Interamericana, que debía realizarse en Quito en 1959.
Causas de tipo político, contrarias a la CCE, afectaron gravemente la construcción del complejo, proyecto que quedó diferido hasta cuando fue acogido por el último gobierno militar del Gral. Guillermo Rodríguez Lara, quien ayudó a terminar los locales donde funcionarían los Museos, la Biblioteca Nacional y la Radiodifusora de la institución. A partir de entonces y gracias al Presidente de la República Jaime Roldós Aguilera, la gran obra prosiguió su construcción.
Se construyó también la sala de cine Alfredo Pareja Diezcanseco y el teatro Demetrio Aguilera Malta con capacidad para más de cuatrocientas personas cada uno. Básicamente, se ha conservado el proyecto original del arquitecto René Denis Zaldumbide. Sin embargo, han variado algunos aspectos del mismo, por razones obvias. Sumándose salas nuevas como la Sala de Apoyo y la Sala de Artes Escénicas Mariana de Jesús, donde funciona el Frente de Danza Independiente
El edificio tiene actualmente más de cincuenta mil metros cuadrados de construcción, y en el funcionan:

#### Teatros

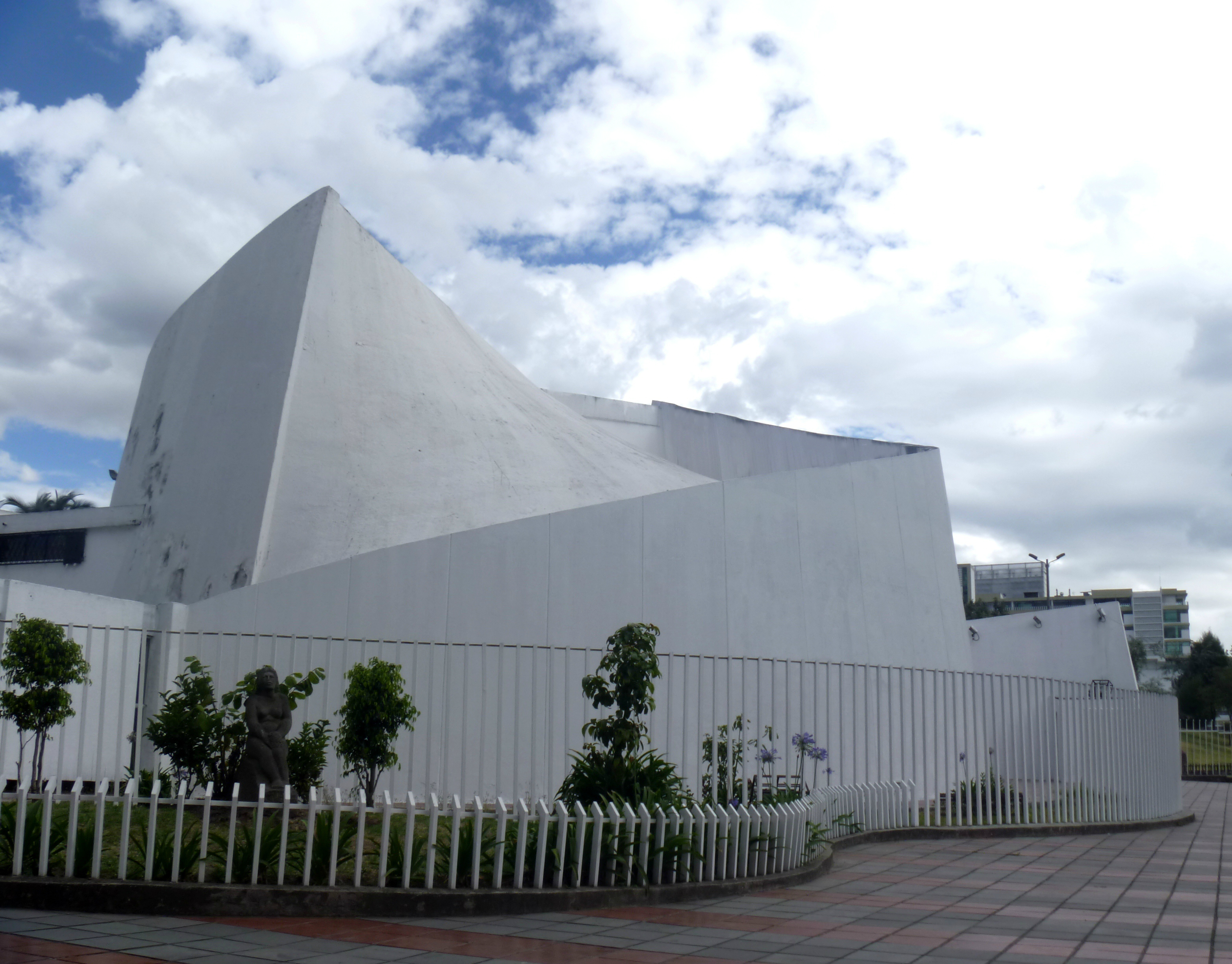
Teatro Prometeo, parte del complejo de la CCE en la ciudad de Quito D.M.

El complejo de la Casa de la Cultura de Quito posee varias salas y teatros, entre ellos:
- Teatro Nacional Jaime Roldós Aguilera (2015 personas)
- Teatro Demetrio Aguilera Malta (300 personas)
- Ágora de la Casa de la Cultura (4500 personas)
- Sala Jorge Icaza (100 personas)
- Teatro Prometeo (270 personas)
- Aula Benjamín Carrión (120 personas)

##### Conciertos
En el recinto, especialmente el Ágora, también se han presentado artistas importantes, como:
| Artista                           | Fecha                    |
| --------------------------------- | ------------------------ |
| Gustavo Cerati                    | 26 de mayo de 2000       |
| Misfits                           | 2 de octubre de 2003     |
| Ricky Martin                      | 27 de noviembre de 2005  |
| Deep Purple                       | 6 de marzo de 2008       |
| Bunbury                           | 8 de octubre de 2009     |
| Stratovarius                      | 22 de octubre de 2009    |
| Melendi                           | 15 de octubre de 2011    |
| Deep Purple                       | 28 de octubre de 2011    |
| Barón Rojo                        | 1 de junio de 2012       |
| Rhapsody of Fire                  | 21 de junio de 2012      |
| Simple Plan                       | 30 de octubre de 2012    |
| Mägo de Oz                        | 13 de febrero de 2013    |
| Juan Fernando Velasco             | 16 de marzo de 2013      |
| Warcry                            | 21 de mayo de 2013       |
| Andrés Calamaro                   | 15 de junio de 2013      |
| Melendi                           | 16 de noviembre de 2013  |
| Álex Ubago y La Oreja de Van Gogh | 22 de marzo de 2014      |
| La Ley                            | 12 de abril de 2014      |
| Megadeth                          | 22 de abril de 2014      |
| Alejandra Guzmán                  | 22 de mayo de 2014       |
| Fito Páez                         | 31 de mayo de 2014       |
| Zoé                               | 25 de septiembre de 2014 |
| 30 Seconds to Mars                | 7 de octubre de 2014     |
| Ska-P                             | 13 de noviembre de 2014  |
| Extremoduro                       | 10 de diciembre de 2014  |
| Epica                             | 26 de febrero de 2015    |
| Pablo Alborán                     | 5 de marzo de 2015       |
| Slash                             | 11 de marzo de 2015      |
| James Blunt                       | 19 de marzo de 2015      |
| Vilma Palma e Vampiros y Elefante | 24 de abril de 2015      |
| Mägo de Oz y Leo Jiménez          | 14 de mayo de 2015       |
| Estopa                            | 28 de octubre de 2015    |
| Andrés Cepeda                     | 27 de noviembre de 2015  |
| Menudo                            | 28 de noviembre de 2015  |
| Dimitri Vegas & Like Mike         | 4 de enero de 2016       |
| Verde 70                          | 4 de febrero de 2016     |
| Bunbury                           | 9 de abril de 2016       |
| Evanescence                       | 27 de abril de 2016      |
| Vader, Thy Antichrist y Anabanta  | 1 de junio de 2018       |
| Jarabe de Palo y Manuel Medrano   | 26 de enero de 2018      |
|                                   |                          |

#### Museos
- Museo de Arte Colonial
- Museo de Arte Moderno
- Museo de Instrumentos Musicales

##### Museos de la Casa de la Cultura
En el año 1938, el gerente del Banco Central del Ecuador, Guillermo Pérez Chiriboga, reflexionó sobre la importancia de salvaguardar los bienes culturales del país como una misión trascendente para el Ecuador; es así como la entidad empezó a guardar aquellos que llegaban a sus bóvedas, ya sean estas piezas de metalurgia precolombina o en monedas coloniales, para evitar que sean convertidas en lingotes de oro para la reserva monetaria del país.
Más adelante la institución adquirió la colección arqueológica del ciudadano suizo Max Konanz, coleccionista que residió más de 30 años en el país, convirtiéndose esta en el núcleo inicial del futuro Museo. Los nuevos tesoros (junto con los que se habían ido guardando en las bóvedas del banco) fueron organizados en la antigua sede de la institución, ubicada en las actuales calles García Moreno y Sucre, en el centro histórico de Quito; dándose así inicio a la conformación científica de las colecciones arqueológica, artística y numismática. Desde 1965, inició la conformación de las colecciones artísticas, recuperando de científicos y coleccionistas privados, como Luis Felipe Borja Pérez (hijo), Luis Cordero Dávila, Wilhem Baum, Víctor Mena Caamaño y otros, las más asombrosas obras de arte colonial y republicano, con una existencia de 5.261 obras de escultura, pintura, grabados, muebles, textiles, orfebrería y joyería, porcelana, cristales y más artes decorativas coloniales y republicanas, todo lo cual ha afirmado nuestra identidad mestiza, fruto incomparable del sincretismo europeo-americano.
Después de diez años en los que las piezas fueron sistematizadas, investigadas, clasificadas e incrementadas, se inauguró el "Museo Arqueológico y Galerías de Arte del Banco Central del Ecuador" un 1 de diciembre de 1969; el museo se ubicaba los pisos cinco y seis del nuevo edificio del Banco Central sobre la avenida 10 de Agosto y la calle Briceño en el sector del parque La Alameda. En 1992, con el propósito de brindar al público espacios más amplios de exposición, las autoridades del Banco Central del Ecuador resolvieron trasladar la mayor parte de sus colecciones a un nuevo y amplio local en el Edificio de los Espejos, de la Casa de la Cultura Ecuatoriana; mientras que el Archivo Histórico y la Musicoteca se trasladaron a uno de los edificios del Antiguo Banco Central, en el centro histórico. Para entonces, el Museo cubría con sus colecciones el amplio espectro de la cultura del país tanto cronológica como espacialmente por lo cual se lo empezó a llamar "Museo Nacional del Banco Central del Ecuador".
Paralelamente, al propiciar la adquisición de la producción más selecta de los artistas plásticos ecuatorianos, se organizaron colecciones artísticas modernas y contemporáneas con alrededor de 800 obras de escultura, pintura, dibujo, grabado y fotografía; la colección incluye algunas muestras de arte internacional, destacándose la gran muestra donada por Estuardo Maldonado. Así, el Banco Central del Ecuador, a través de sus Museos, ha logrado a lo largo de cuarenta y cuatro años de existencia (1959-2003), reunir en su matriz en Quito, los siguientes bienes:
- Arte: colonial (énfasis), decimonónico, moderno y contemporáneo - 7500 piezas.
- Arqueología: 40.000 piezas.

Desde octubre del 2010, y atendiendo la instrucción de la Ley Reformatoria a la Ley de Régimen Monetario y Banco del Estado, las áreas culturales del Banco Central pasaron a ser manejeadas por el Ministerio de Cultura del Ecuador, razón por la cual el nombre del Museo también recibió su actual denominación.

#### Cinemateca Nacional
El 28 de diciembre de 1981, se funda la Cinemateca Nacional del Ecuador, y esta asume la responsabilidad de recuperar, restaurar y proteger el patrimonio cinematográfico nacional y transmitirlo a la posteridad en las mejores condiciones posibles, como la representación más fiel del trabajo de sus creadores; siendo a su vez el único archivo en el país que preserva imágenes en movimiento.
La Cinemateca es un archivo vivo, en el que no solamente se conservan los filmes, sino que se propicia la investigación, la educación y divulgación, como actividades permanentes. Además, se especializa en la divulgación de obras del cine universal (clásico y contemporáneo), en especial con las imágenes patrimoniales del país y de Latinoamérica, con la prioridad a la exhibición de filmes que tratan la diversidad cultural, procurando la elevación del nivel de apreciación crítica de los espectadores, y también el incentivo de la educación por las imágenes para de esta manera consolidar los valores éticos y estéticos.

##### Sala Alfredo Pareja Diezcanseco
Es una sala de cine permanente con capacidad para 350 personas. Dispone de dos salas de apoyo y a veces se utiliza para actividades académicas de diversa índole. Especificaciones técnicas: Equipo de proyección Christie de 35 mm, audio digital, proyector de video y datos de 2500 lumens, amplificación, mixer y micrófonos inalámbricos.

##### Museo del cine
Se trata de un espacio de exhibición pública con una amplia colección de materiales referidos a la cultura audiovisual de Ecuador y del Mundo.

##### Sala de apoyo
Este es un espacio multifuncional y multiactivo, diseñado para conferencias, con capacidad para 20 personas. Especificaciones técnicas: equipo de proyección de 35 mm, audio, amplificación, mixer y micrófonos inalámbricos.

##### Archivos
- De películas

Este archivo funciona en una bóveda climatizada para la preservación efectiva de películas con control de humedad y temperatura.
- De videos

Cuenta actualmente con 1400 obras de producción ecuatoriana.
- De consulta pública

Cuenta con tres cubículos de visionamiento con televisores LCD para proyecciones de videos en formatos Betamax, VHS, UMATIC, DVD, DVCAM, MiniDV, HDV y una pantalla para proyecciones de cine en formato 16mm.
- De documentación

Cuenta con 10000 unidades de papel, relacionadas con la historia del patrimonio fílmico ecuatoriano.

#### Varios
- Biblioteca Nacional del Ecuador Eugenio Espejo

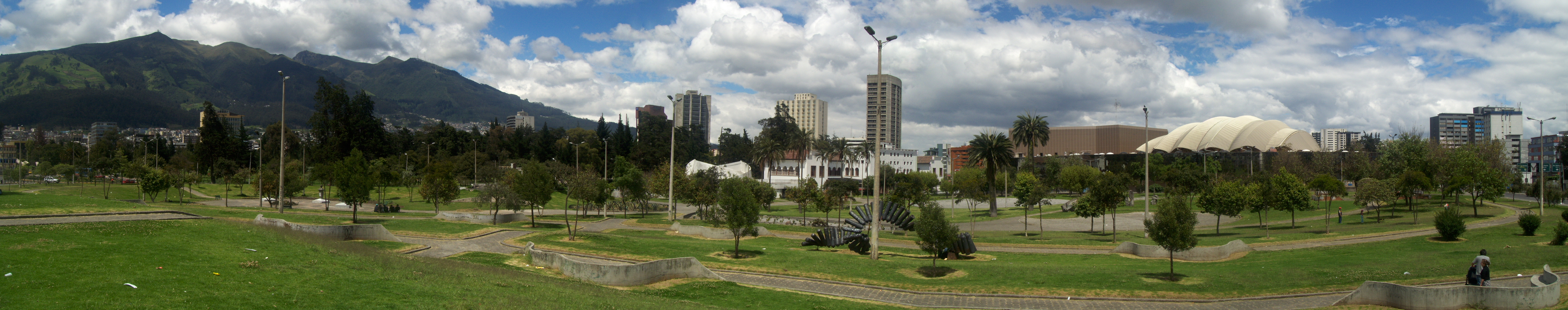
Panorámica del complejo Casa de la Cultura Ecuatoriana vista desde el parque de El Arbolito, en Quito.

- Radio de la CCE

### Guayas

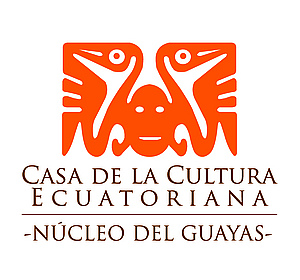
Emblema de la Casa de la Cultura, núcleo del Guayas

El Núcleo del Guayas, por su parte, se estableció posteriormente el 4 de julio de 1945, fortaleciéndose desde sus inicios gracias al liderazgo de figuras como Carlos Zevallos Menéndez. Desde entonces, se ha consolidado como un referente cultural en la provincia, ofreciendo una amplia gama de actividades y programas dirigidos a la comunidad. Ubicada en el centro de Guayaquil, Av. 9 de Octubre y Pedro Moncayo en sus instalaciones cuenta con el Museo de Arte Prehistórico Carlos Zevallos Menéndez, tres salas de exposición: Pinacoteca Manuel Rendón Seminario, Juan Villafuerte y Aracely Gilbert; dos auditorios multifuncionales y el teatro José Martínez Queirolo, actualmente el más antiguo de la ciudad en funcionamiento. 
Pionero en la formación de Danza clásica en el Ecuador, su proceso formativo ha contribuido a los procesos culturales de la ciudad. El Coro de la Casa de la Cultura Ecuatoriana es el embajador oficial del arte coral, representando al país en Argentina, Chile, Colombia, Perú, México y Venezuela.
Mantiene un programa permanente de formación lectora denominado "Sueños de Papel" dirigido a niños de todas las edades.
- Arte: colonial, moderno y contemporáneo (énfasis) - 530 piezas.
- Arqueología: 9000 piezas.

### Azuay
En Cuenca, la Casa de la Cultura Ecuatoriana cuenta el Museo de Sitio "Manuel Agustín Landívar" que en la actualidad ha cerrado sus puertas por falta de presupuesto para mantenimiento y contratación de personal el Salón del Pueblo que alberga una pinacoteca y dos salas de exhibición para artes visuales y varias colecciones en su pinacoteca.

### El Oro
Ubicada actualmente en la calle Bolívar, entre las Avenidas Nueve de Mayo y Juan Montalvo. La sede posee un archivo histórico con cerca de 400 textos, actas cívicas y monografías cantonales. Cuenta además con la Biblioteca Matilde Hidalgo de Procel que contiene cerca de 8.500 libros , el auditorio: Dr. Nicolás Castro Benítez ubicado en el edificio principal y el centro cultural Zoila Ugarte de Landívar, en cuyo interior se encuentra el Teatro Pepe Quevedo Mera.

## Premios literarios
Tanto la sede principal como los distintos núcleos de la Casa de la Cultura realizan reconocidos concursos literarios. Entre ellos destacan:

### Concurso Nacional de Literatura Miguel Riofrío
El Concurso Nacional de Literatura Miguel Riofrío es realizado cada año por la Casa de la Cultura Ecuatoriana núcleo Loja y premia a la mejor novela inédita.
| Ganadores del Concurso Nacional de Literatura Miguel Riofrío | Ganadores del Concurso Nacional de Literatura Miguel Riofrío | Ganadores del Concurso Nacional de Literatura Miguel Riofrío | Ganadores del Concurso Nacional de Literatura Miguel Riofrío | Ganadores del Concurso Nacional de Literatura Miguel Riofrío |
| Edición                                                      | Año                                                          | Obra                                                         | Autor                                                        | Ref.                                                         |
| ------------------------------------------------------------ | ------------------------------------------------------------ | ------------------------------------------------------------ | ------------------------------------------------------------ | ------------------------------------------------------------ |
| I                                                            | 2013                                                         | La mantis religiosa                                          | Carlos Carrión                                               | [ 9 ]                                                        |
| II                                                           | 2014                                                         | Tren a Chuchubamba                                           | Pedro Reino                                                  | [ 10 ]                                                       |
| III                                                          | 2015                                                         | El jardinero de los Rolling Stones                           | Luis Alberto Bravo                                           | [ 11 ]                                                       |
| IV                                                           | 2016                                                         | Cursos de francés                                            | Ernesto Carrión                                              | [ 12 ]                                                       |
| V                                                            | 2017                                                         | Teoría del manglar                                           | Luis Carlos Mussó                                            | [ 13 ]                                                       |
| VI                                                           | 2018                                                         | El olor de las flores quemadas                               | Wladimir Chávez                                              | [ 14 ] [ 15 ]                                                |
| VII                                                          | 2019                                                         | Pilares de la noche vana                                     | Jeovanny Benavides                                           | [ 16 ] [ 17 ]                                                |
| VIII                                                         | 2020                                                         | Memoria de papel                                             | Verónica Coello Moreira                                      | [ 18 ]                                                       |
| IX                                                           | 2021                                                         | El informe Hamelín                                           | Hans Behr                                                    | [ 19 ]                                                       |
| X                                                            | 2022                                                         | Tu próxima movida                                            | Ernesto Torres                                               | [ 20 ]                                                       |
| XI                                                           | 2023                                                         | El síndrome Salinger                                         | Marcelo Báez                                                 | [ 21 ]                                                       |
| XII                                                          | 2024                                                         | Manuscrito de una crónica inconclusa                         | Raúl Vallejo                                                 | [ 22 ]                                                       |

### Concurso de Poesía Joven Ileana Espinel
El Concurso de Poesía Joven Ileana Espinel es realizado cada año por la Casa de la Cultura Ecuatoriana núcleo Guayas en conjunto con la Editorial El Quirófano, en el marco del Festival Internacional de Poesía Ileana Espinel, y premia al mejor poemario inédito de un escritor o escritora de hasta 33 años de edad.
| Ganadores del Concurso de Poesía Joven Ileana Espinel | Ganadores del Concurso de Poesía Joven Ileana Espinel | Ganadores del Concurso de Poesía Joven Ileana Espinel                | Ganadores del Concurso de Poesía Joven Ileana Espinel | Ganadores del Concurso de Poesía Joven Ileana Espinel |
| Edición                                               | Año                                                   | Obra                                                                 | Autor                                                 | Ref.                                                  |
| ----------------------------------------------------- | ----------------------------------------------------- | -------------------------------------------------------------------- | ----------------------------------------------------- | ----------------------------------------------------- |
| I                                                     | 2008                                                  | Isadora                                                              | Rocío Soria                                           | [ 25 ]                                                |
| II                                                    | 2009                                                  | El niño alucinado                                                    | Carlos Luis Ortiz Moyano                              | [ 26 ]                                                |
| III                                                   | 2010                                                  | Escapando de la caverna de Platón                                    | Andrés López Rodríguez                                | [ 27 ]                                                |
| IV                                                    | 2011                                                  |                                                                      | Adolfo Santistevan                                    | [ 28 ]                                                |
| V                                                     | 2012                                                  | Ruido 4                                                              | Byron Muñoz                                           | [cita requerida]                                      |
| VI                                                    | 2013                                                  | Pasos para abrirse el pecho (y morir en el intento)                  | Giovanni Bayas                                        | [ 23 ]                                                |
| VII                                                   | 2014                                                  | El jardín mordiente                                                  | Wilmer García Cabrera                                 | [ 29 ]                                                |
| VIII                                                  | 2015                                                  | Última noche en el país de los hoteles                               | Leira Aráujo                                          | [ 30 ]                                                |
| IX                                                    | 2016                                                  | Principios de anarquía                                               | Jean León                                             | [ 31 ]                                                |
| X                                                     | 2017                                                  | La benignidad de las penas, cómo volver infame a un criminal         | Kristel Freire Llerena                                | [ 24 ]                                                |
| XI                                                    | 2018                                                  | Génesis del polvo                                                    | Edwin Augusto Paredes                                 | [ 32 ]                                                |
| XII                                                   | 2019                                                  | Les hablaré de ti a todos los mares que fragüen un hogar en mis ojos | Amanda Pazmiño                                        | [ 33 ]                                                |
| XIII                                                  | 2020                                                  | Bajo las ramas que caen, caen, caen                                  | Josué Negrete                                         | [ 34 ]                                                |
| XIV                                                   | 2021                                                  | Llámame Ismael                                                       | Andrea Rojas                                          | [ 35 ] [ 36 ]                                         |
| XV                                                    | 2022                                                  | Golondrinas en guerra                                                | Tamara Mejía                                          | [ 37 ]                                                |

### Plan de Publicación y Difusión Benjamín Carrión
En 2022, con el propósito de fomentar la industria y actividad editorial en Ecuador, la Sede Nacional de la CCE lanzó el denominado Plan de Publicación y Difusión Benjamín Carrión, que publicará varias obras inéditas de autores nacionales, con premios a las categorías de divulgación científica, oralidad y saberes ancestrales, narrativa, poesía, literatura infantil e historieta.